# Русские игрушки

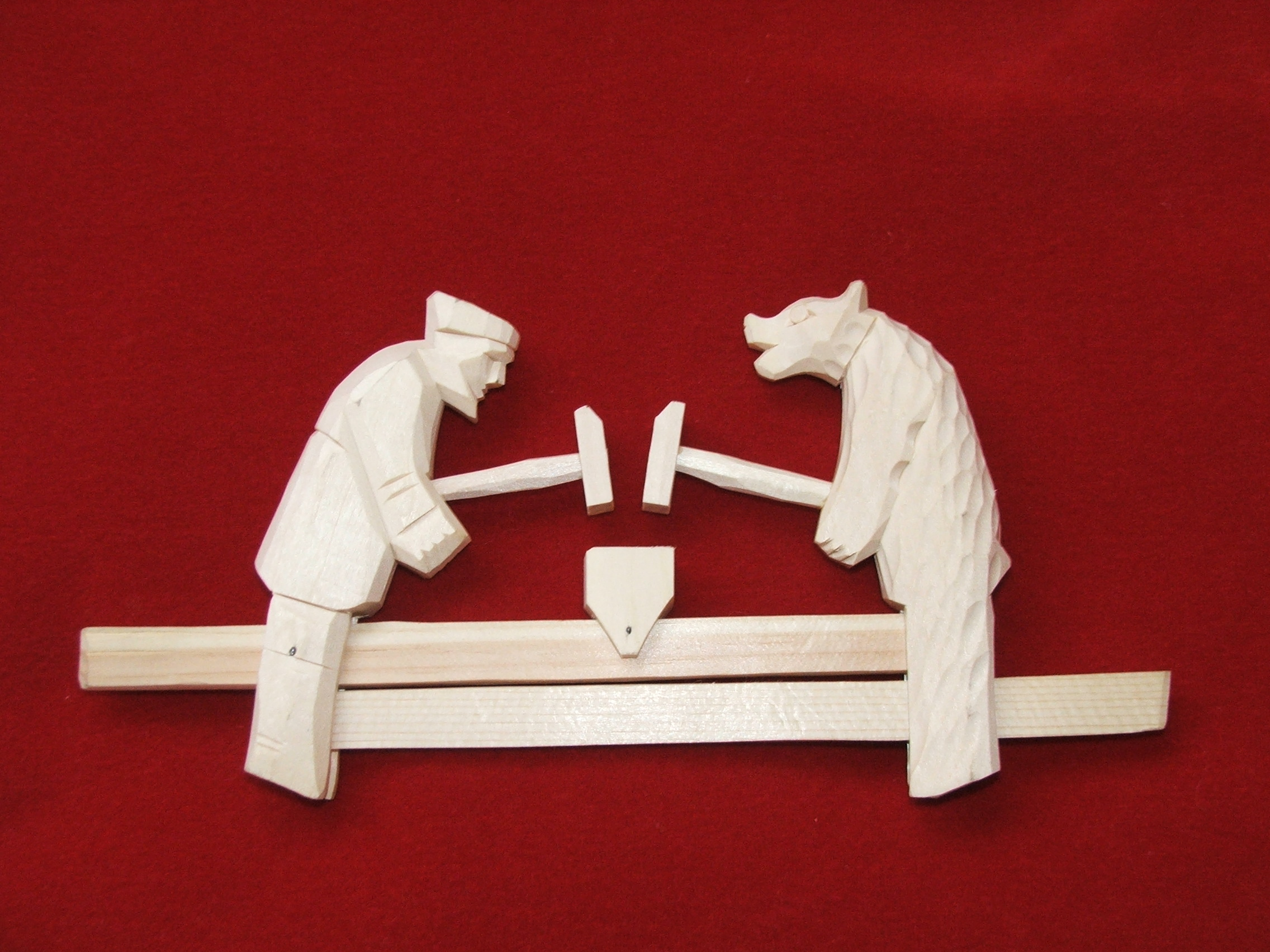
Подвижная богородская игрушка «Кузнец и медведь»

Русские игрушки — собирательное название продукции русских народных промыслов, представленных игрушками.

## История
Имеют современную историю и первоначально, видимо, имели связь с первобытной магией. Эти представления закрепились в русском фольклоре — образ волшебных (магических) кукол присутствует в обрядах (Дщери Иродовы), а также в сказках (Терешечка, Василиса Прекрасная). Как товарный народный промысел производство русских игрушек оформилось в XVIII—XIX веках в регионах русского Севера (Архангельская область), центральной России (Калужская, Московская, Орловская, Тульская область) и Поволжья (Кировская, Нижегородская, Саратовская, Пензенская область).
Русские игрушки преимущественно изготавливались из двух материалов: глины (Абашевская, Дымковская игрушка) и дерева (матрёшка, Мазыкская игрушка, Птица счастья). Они часто изображали людей (мужик, барыня, солдат), животных (петушок или курочка, уточка, кукушка, баран, козёл, коник или лошадка, олень, медведь) или волшебных существ (алконост). Иногда они выполняли функцию музыкального инструмента (свистулька). Игрушки расписывались темперными красками: красными, жёлтыми, зелёными, синими. Значительные части игрушки могли оставаться незакрашенными.

## Виды

### Глиняные
- Абашевская игрушка — русская глиняная игрушка. Художественный промысел, сформировавшийся в Спасском уезде, ныне Спасском районе Пензенской области.
- Акбулакская игрушка — русская глиняная игрушка, родом из поселка Акбулак Оренбургской области. Занесена в федеральный реестр материально-культурного наследия.
- Вырковская игрушка — изделия народного промысла из деревни Вырково близ Касимова в Рязанском крае. Игрушки изготавливались из местной глины, покрывались глазурью и обжигались в печи. Промысел существовал почти столетие с начала XX века и в настоящее время угас.
- Дымковская игрушка — русская глиняная игрушка, расписанная и обожжённая в печи. Название происходит от места производства — слобода Дымково Вятской губернии (ныне Кировской области). Наряду с другими продуктами народных промыслов считается одним из символов русского ремесла.
- Жбанниковская игрушка возникла в начале XX века в деревнях Жбанниково, Роймино, Рыжухино и других Городецкого района Нижегородской области.
- Каргопольская игрушка — русская глиняная игрушка. Художественный промысел, распространённый в районе города Каргополя Архангельской области.
- Кардаиловская игрушка — русская глиняная игрушка. Название происходит от места изготовления станица Кардаиловская, Илекский район, Оренбургская область. Мастер — Валерий Бешенцев.
- Кожлянская игрушка — русская народная глиняная игрушка-свистулька. Название происходит от места изготовления село Кожля, Курчатовского района, Курской области.
- Романовская игрушка — русская глиняная игрушка-свистулька родом из села Романово на территории Липецкой области.
- Старооскольская глиняная игрушка — художественный промысел в Старооскольском районе Белгородской области. Известен с начала XVIII века.
- Тульская городская игрушка — народный художественный промысел, сформировавшийся в Туле в XVIII—XIX веках.[1] Фигурки выполнены в виде вытянутых элегантных дам и кавалеров.
- Филимоновская игрушка — русская глиняная игрушка. Древнерусский прикладной художественный промысел, сформировавшийся в деревне Филимоново Одоевского района Тульской области. По данным археологов, филимоновскому промыслу более 700 лет.[2]

### Деревянные
- Бабенская игрушка — народный промысел из Подмосковья. Это пустотелые изделия в виде пирамидок, матрешек, чашек, колец, волчков и т. п.
- Богородская игрушка из мягких пород дерева берёт истоки в посёлке Богородское Сергиево-Посадского района Московской области. Этот тип культуры представляет собой симбиоз городских и крестьянских традиций, испытавший на себе влияние фарфоровой пластики, книжной иллюстрации, народного лубка и произведений профессиональных художников — живописцев.
- Матрёшка — русская деревянная игрушка в виде расписной полой куклы, внутри которой находятся подобные ей куклы меньшего размера. По традиции рисуется женщина в красном сарафане и жёлтом платке. В последнее время темы росписи сувенирных матрешек не ограничены, встречаются как куклы, расписанные под сказочных персонажей, так и в виде карикатур на известных политиков. Хотя матрешку принято считать оригинальной русской игрушкой, появилась она сравнительно недавно, в 1891 году в Абрамцеве[3], как оригинальная версия менее известной японской деревянной игрушки. Сегодня матрёшка является одним из самых популярных сувениров, привозимых из России.
- Скелетка — дешёвая деревянная шарнирная кукла. Появилась в России в конце XVIII века видимо под влиянием французской или немецкой традиции[4][5]. Костюм клеился прямо на корпус и больше не снимался. Скелетки использовались в качестве ёлочных игрушек[6].
- Пильщик — потешная механическая (самодействующая, полуавтомат) кукла в виде мужика со столярной пилой в руках. В нижнюю часть пилы помещают груз и продевают нитку, которая крепится к шее пильщика. Кукла устанавливается ногами на краю приподнятой поверхности. После толчка куклы пила приходит в движение раскачиваясь из стороны в сторону[7][8].

## Галерея

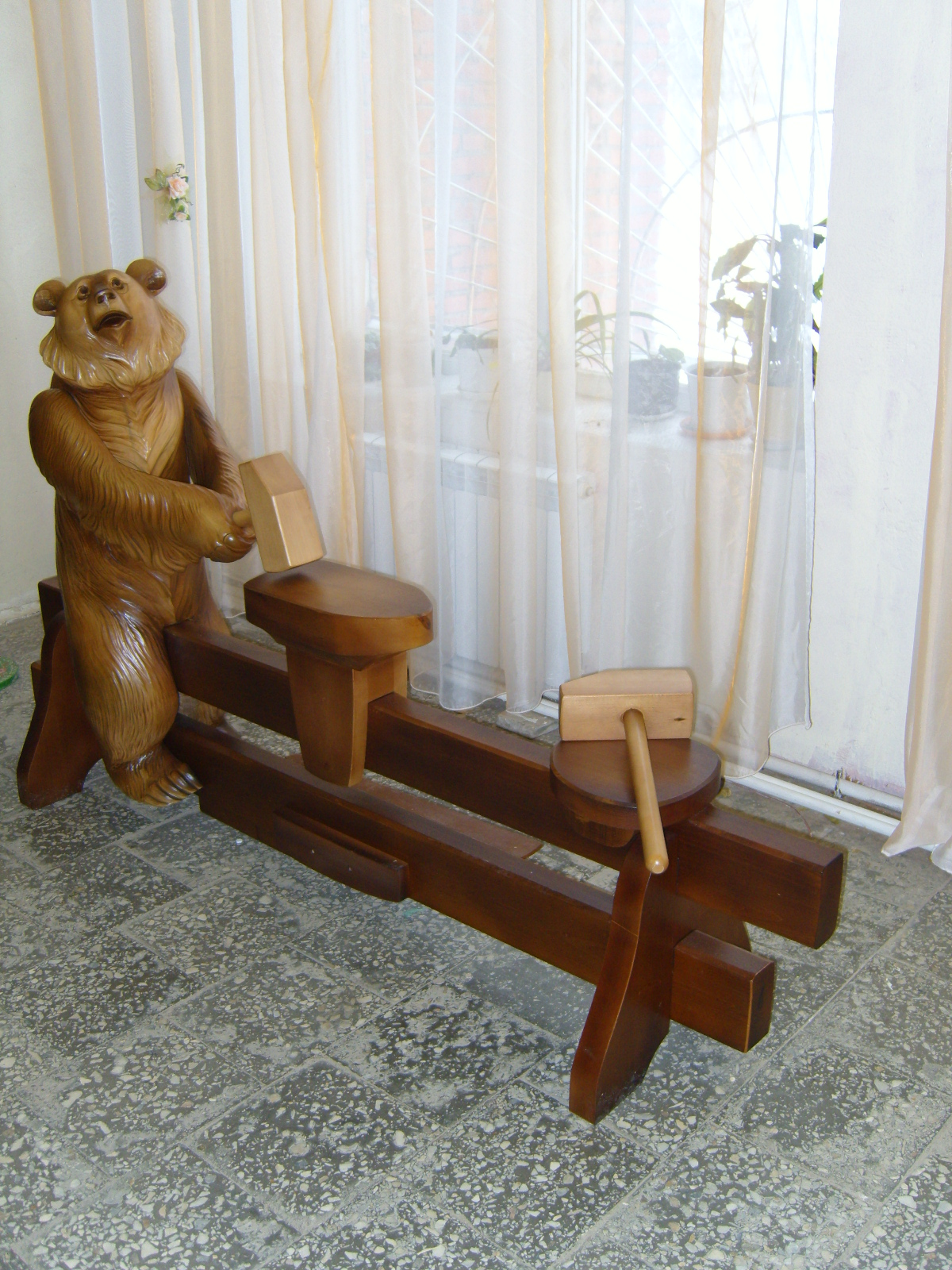
Богородская игрушка
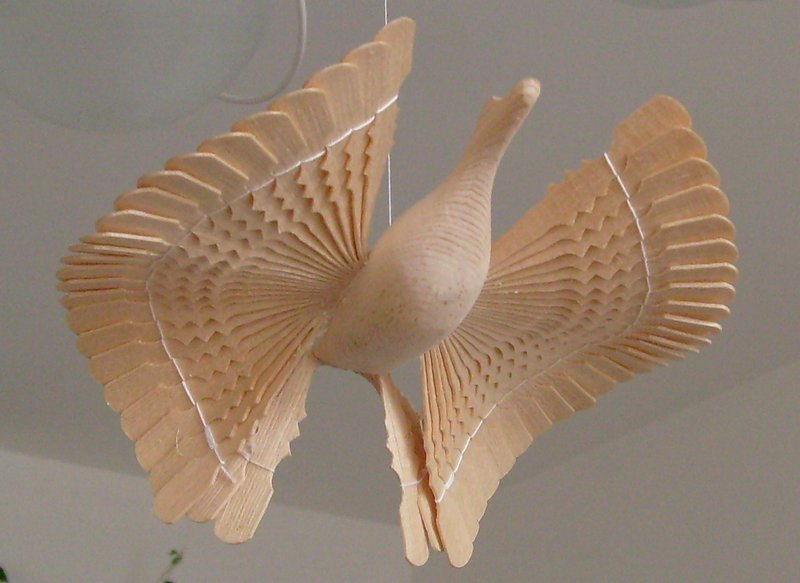
Птица счастья
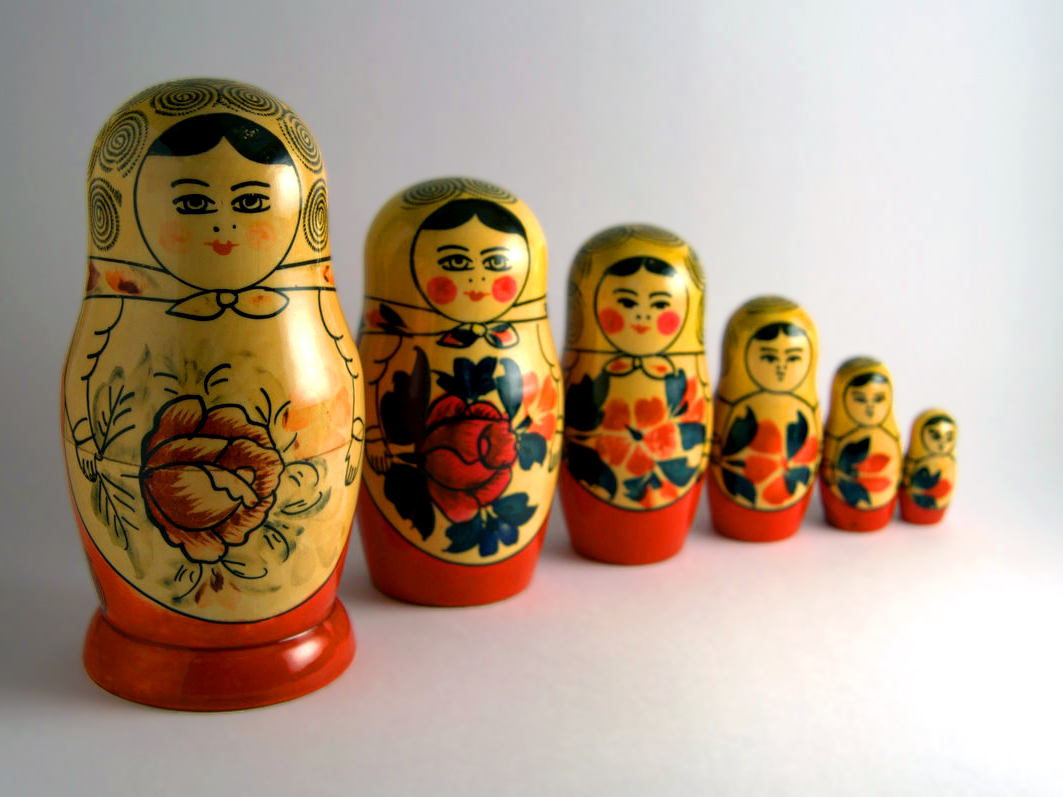
Матрёшка
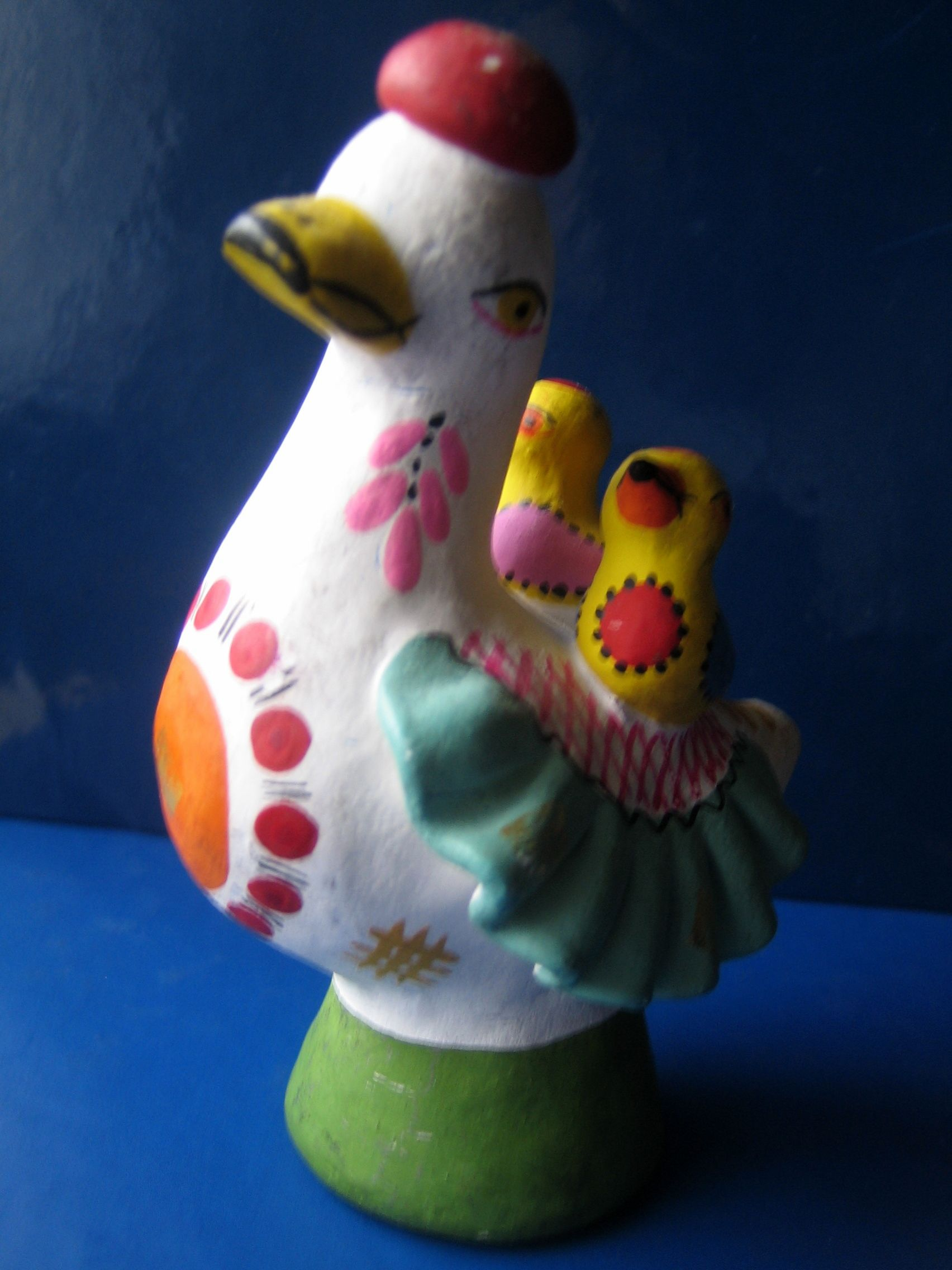
Дымковская игрушка
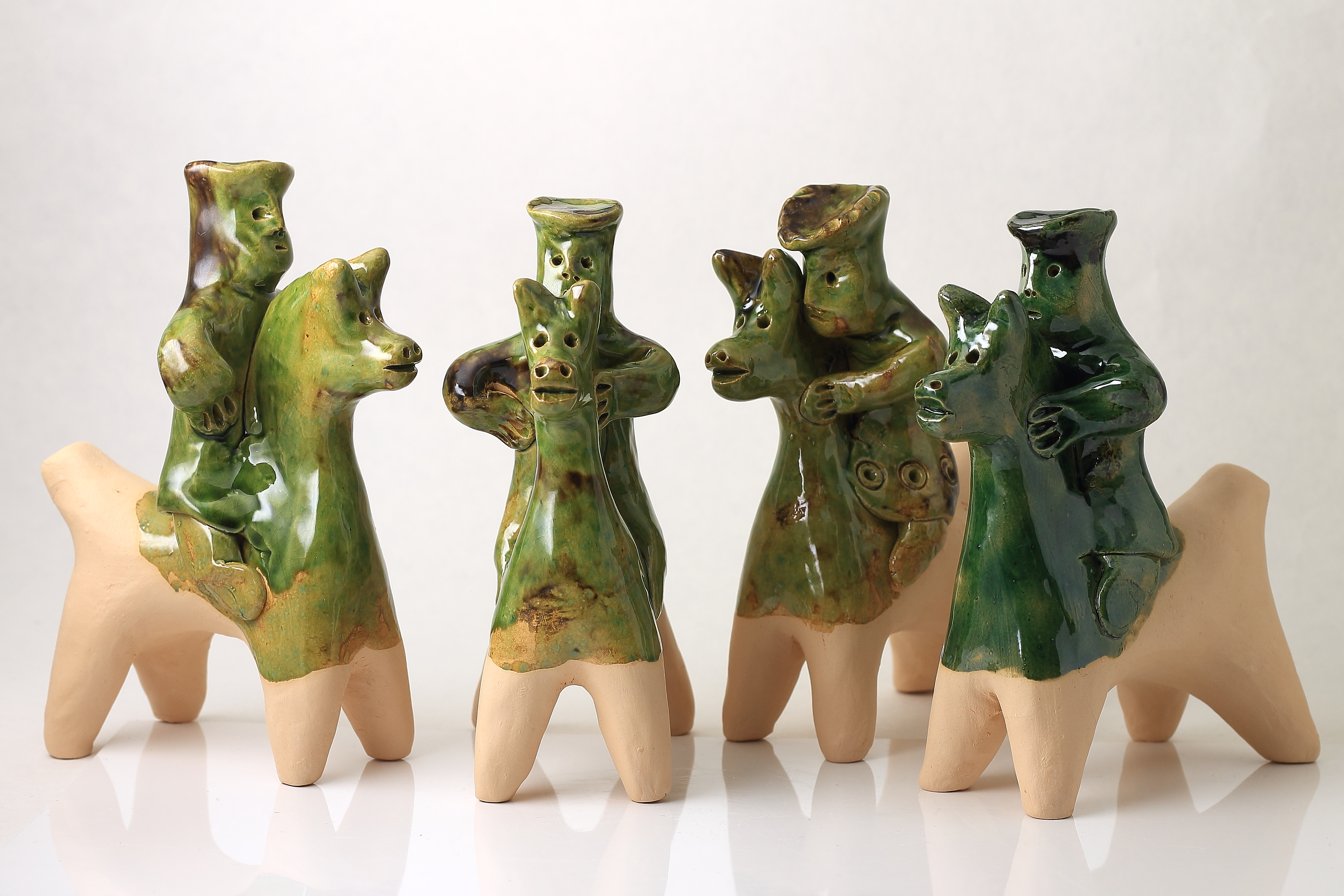
Всадники-гонцы. Романовская игрушка
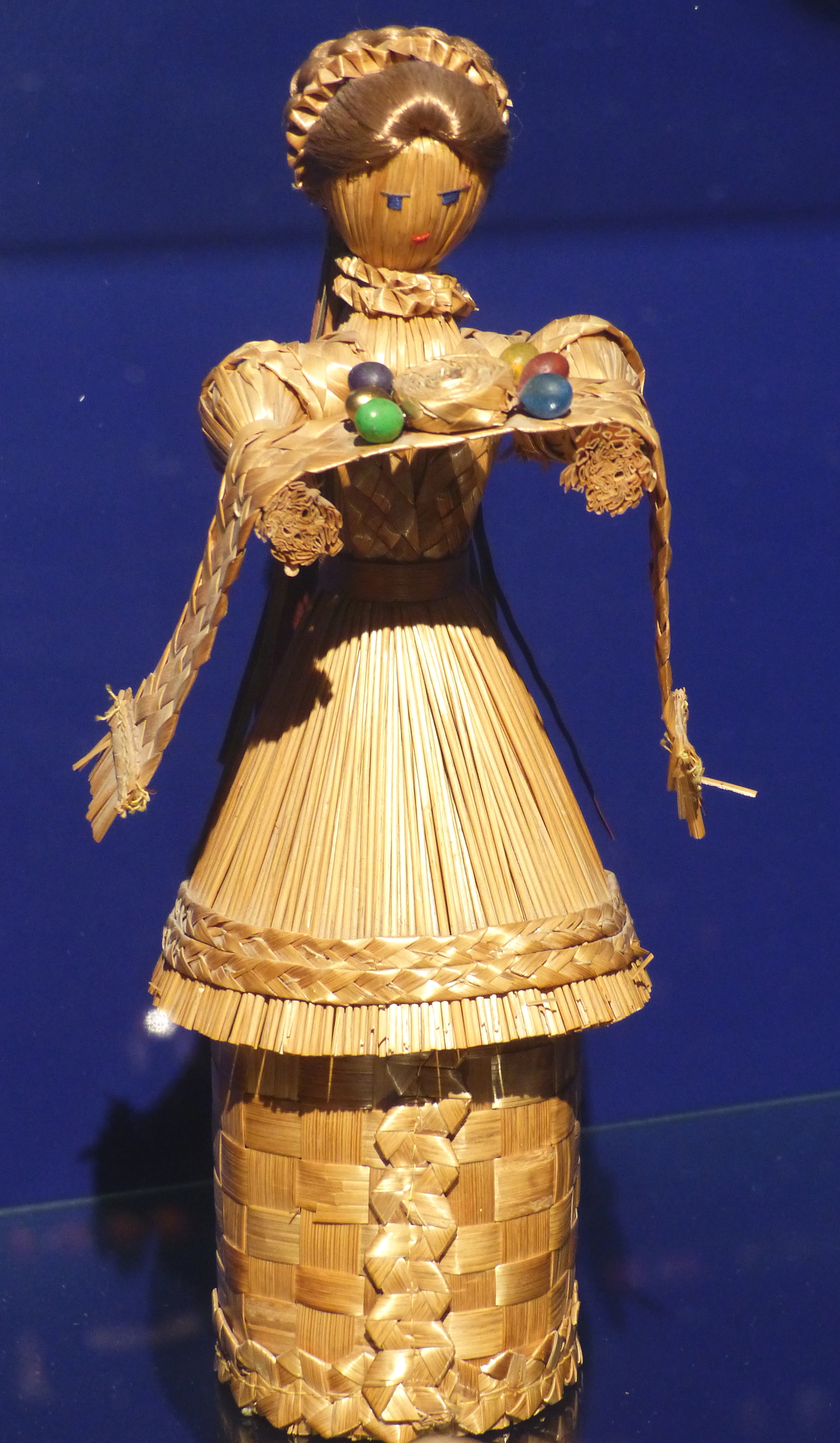
Пасхальная кукла из соломы (Россия). Музей Швабаха
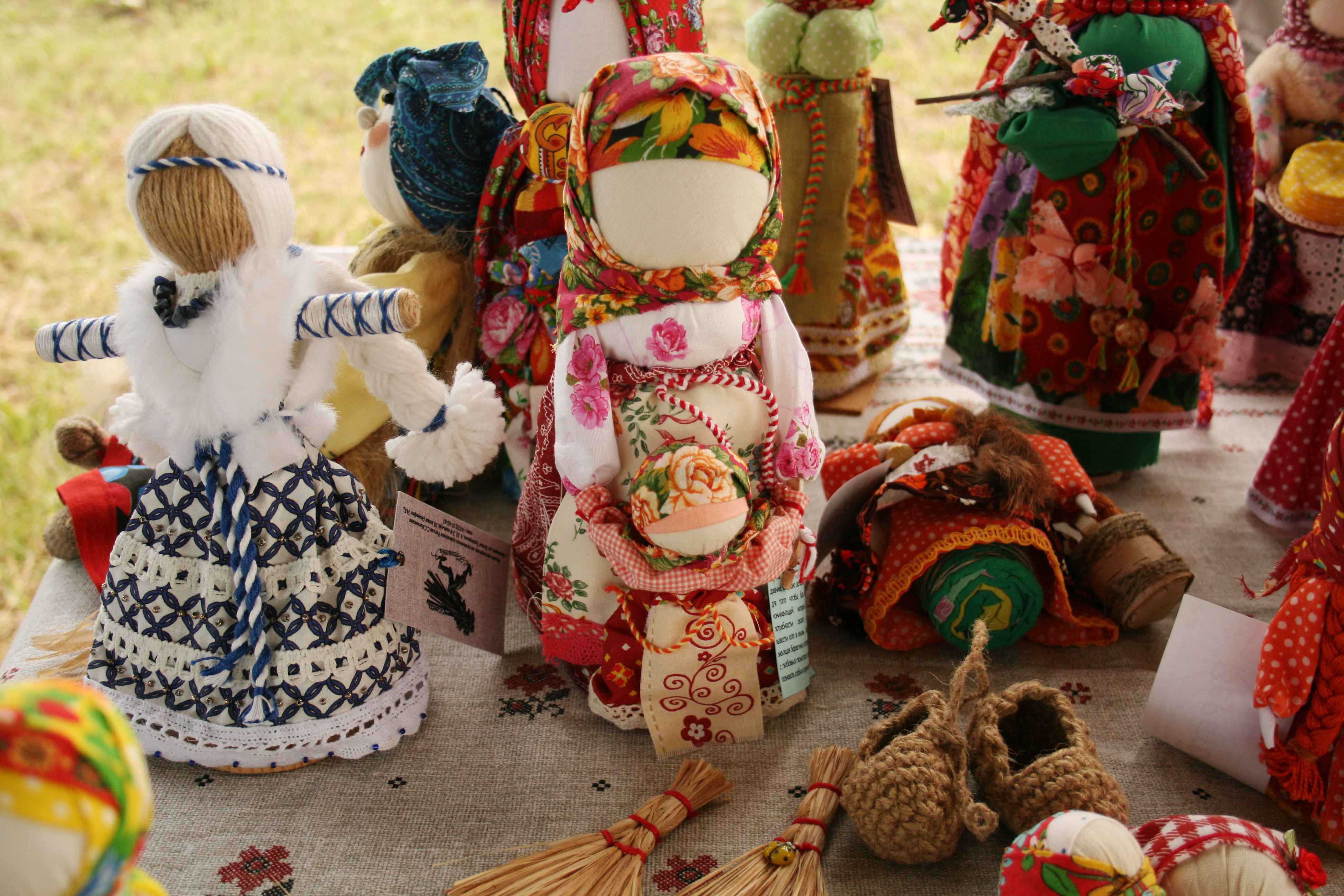
Соломенная и тряпичные куклы на Ивана Купалу в Белгородской области, 2017 год